# Rio Băseşti
O Rio Băseşti é um rio da Romênia afluente do Rio Sălaj, localizado no distrito de Maramureş.